# Rito de passagem
Ritos de passagem são celebrações que marcam mudanças de status de uma pessoa no seio de sua comunidade. Os ritos de passagem podem ter caráter social, comunitário ou religioso.
Ritos de passagem são aqueles que marcam momentos importantes na vida das pessoas. Os mais comuns são os ligados a nascimentos, mortes, casamentos e formaturas. Em nossa sociedade, os ritos ligados a nascimentos, mortes e casamentos são praticamente monopolizados pelas religiões. Já as formaturas não costumam ser, em si, religiosas, mas frequentemente têm importantes momentos religiosos. O termo foi popularizado pelo antropólogo alemão Arnold van Gennep no início do século XX. Outras teorias foram desenvolvidas por Mary Douglas e Victor Turner na década de 1960.

## Ritos de entrada na vida adulta

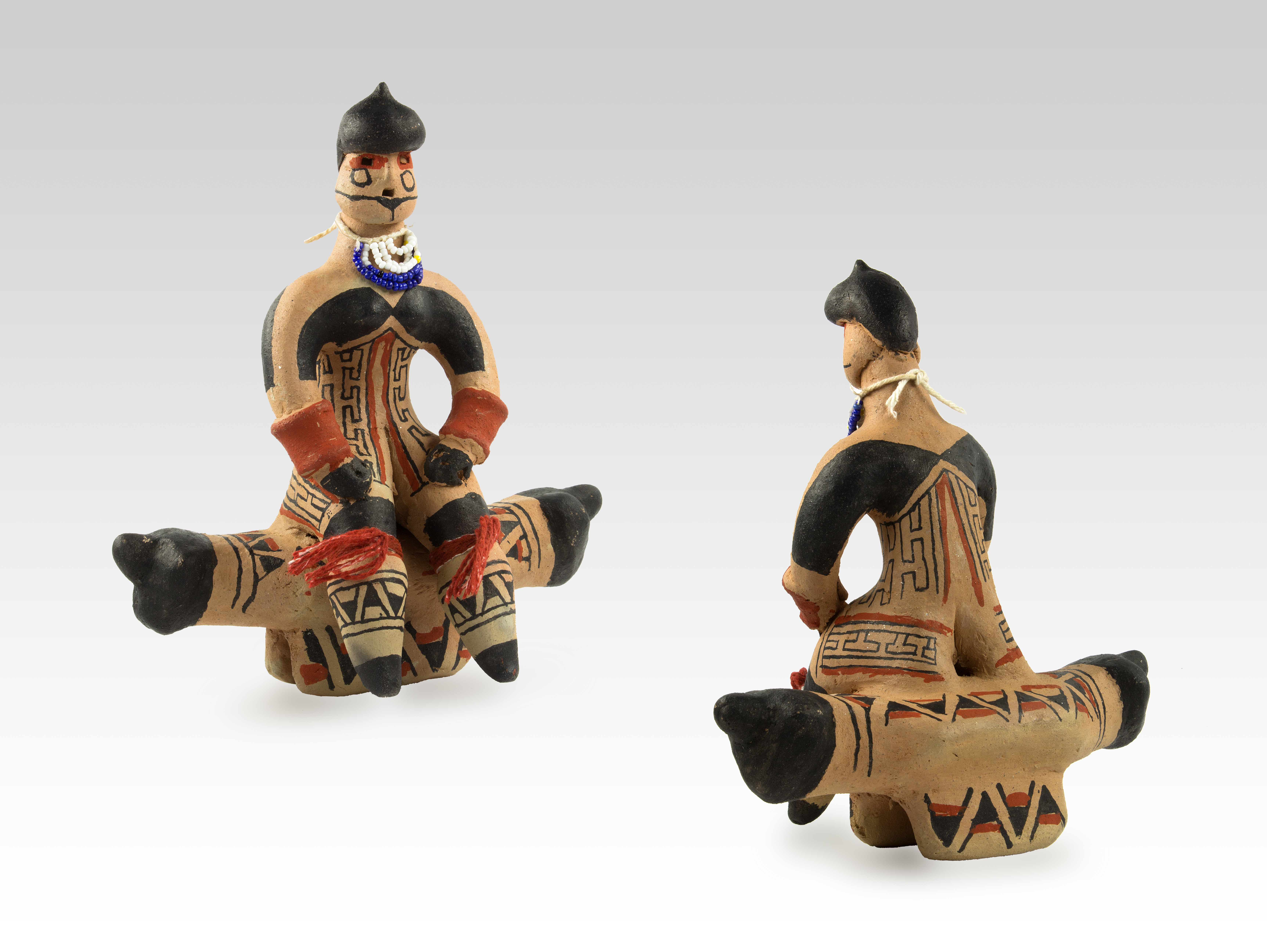
estatueta Carajá: iniciação de um jovem

Em todas as sociedades, determinados momentos na vida de seus membros são marcados por cerimônias especiais, conhecidas como ritos de iniciação ou de passagem. Essas cerimônias, mais do que representar uma transição particular para o indivíduo, representa igualmente a sua progressiva aceitação e participação na sociedade na qual estava inserido, tendo, portanto tanto o cunho individual quanto o coletivo.
Geralmente, a primeira dessas cerimônias é praticada dentro do próprio ambiente familiar, logo em seguida ao nascimento. Nesse rito, o recém-nascido era apresentado aos seus antecedentes diretos, e era reconhecido como sendo parte da linhagem ancestral. Seu nome, previamente escolhido, era então pronunciado para ele pela primeira vez, de forma solene. Alguns anos mais tarde, ao atingir a puberdade, o jovem passava por outra cerimônia.
Para as mulheres, isso se dava geralmente no momento da primeira menstruação, marcando o fato que, entrando no seu período fértil, estava apta a preparar-se para o casamento.
Para os rapazes, essa cerimônia geralmente se dava no momento em que ele fazia a caça e o abate do primeiro animal. Ligadas, portanto, ao derramamento de sangue, essas cerimônias significavam a integração daquela pessoa como membro produtivo da tribo: ao derramar sangue para a preservação da comunidade (pela procriação ou pela alimentação), ela estava simbolicamente misturando o seu próprio sangue ao sangue do seu clã.
Variadas cerimônias marcavam, ainda, a idade adulta. Entre os nativos norte-americanos, algumas tribos praticavam um rito onde a pele do peito dos jovens guerreiros era trespassada por espetos e repuxada por cordas. A dor e o sangue derramado eram, dessa forma, considerados como uma retribuição à Terra das dádivas que a tribo recebera até ali. Outras cerimônias seguiam-se, ao longo da vida. O casamento era uma delas, e os ritos fúnebres eram considerados como a última transição, aquela que propiciava a entrada no reino dos mortos e garantia o retorno futuro ao mundo dos vivos.
Todas essas cerimônias, no entanto, marcavam pontos de desprendimento. Velhas atitudes eram abandonadas e novas deviam ser aceitas. A convivência com algumas pessoas devia ser deixada para trás e novas pessoas passavam a constituir o grupo de relacionamento direto. Muitas vezes, a cada uma dessas cerimônias, a pessoa trocava de nome, representando que aquela identidade que assumira até então, não mais existia - ela era uma nova pessoa.
Nos tempos atuais e nas sociedades modernas, muitos desses ritos subsistiram embora muitos deles esvaziados do seu conteúdo simbólico. Batismo e festas de aniversário de 15 anos, por exemplo, são resquícios desse tipo de cerimônia, que hoje representam muito mais um compromisso social do que a marcação do início de uma nova fase na vida do indivíduo. No entanto, a troca do símbolo pela ostentação pura e simples, acaba criando a desestruturação do padrão social.
Tomando o batismo cristão como exemplo, poder-se-ia perguntar quantas pessoas que batizam os seus filhos são, realmente, cristãs. Quantas pretendem realmente cumprir a promessa solene, feita em frente ao seu sacerdote, de manter a criança na fé dos seus antepassados? Obviamente, nas sociedades primitivas, tais promessas eram obrigações indiscutíveis e sagradas. Rompê-las era colocar em risco a própria sobrevivência da tribo como unidade coerente, o que não era, ao menos, cogitável.

## A Iniciação dos Xamãs e Heróis
Ao lado dos ritos que abordamos, de certa forma institucionalizada e regulada pela [família] e pela [sociedade], havia outros [ritos] específicos, que poderiam configurar uma categoria distinta de passagem ou iniciação. Embora pudessem acontecer depois de alguma preparação, era comum que esses ritos ocorressem espontaneamente, a partir de uma casualidade que era então tida como propiciada pelos deuses. Estes eram os ritos de iniciação dos xamãs ou dos [heróis]. Muitas pessoas, após passarem incólumes por algum tipo de [experiência traumática], que poderia ter provocado a sua [morte], eram consideradas como pertencendo a uma classe especial.
Estados semicomatosos induzidos por doenças, picada de animais peçonhentos, etc, eram normalmente considerados como modificadores da pessoa, que retornaria desses estados possuindo uma nova e mais clara visão do mundo. Essas pessoas, geralmente, eram alçadas à condição de xamãs pela tribo.
Por um outro lado, o contrário também poderia acontecer: dentro do processo normal de treinamento de um xamã, chegavam a um ponto em que determinadas provas deveriam ser enfrentadas, para que o treinando comprovasse a sua capacidade de enfrentar seus medos e seus próprios limites físicos e mentais.
Isolamento, frio, fome, às vezes extremos, eram utilizados nesse sentido. A ideia aqui, portanto, não era a de rito de passagem simplesmente como transição de um período para outro da vida, mas também como de um estado de consciência para outro. Ou seja: essa forma de rito não depreendia uma idade ou ocasião específica, e nem ao menos uma cerimônia específica. Poderia acontecer a qualquer momento da vida, por acaso ou por escolha própria, e tinha um cunho de transformação de personalidade mais profundo, geralmente associado a uma missão a cumprir, após a iniciação. O caráter de morte e renascimento nesses ritos era profundamente marcado.
Vê-se tal caráter em diversas lendas de heróis mitológicos, como, por exemplo, no mito egípcio de Osíris, que possui todas as características associadas ao processo das iniciações míticas.
Osíris era uma divindade civilizadora - a ele era atribuída a invenção da escrita e o desenvolvimento da agricultura. No mito, seu corpo é despedaçado e espalhado por todo o Egito; em seguida sua esposa Ísis empreende uma longa busca pelos seus pedaços, e reúne-os para que ele gere com ela seu filho Hórus, que irá prosseguir seu trabalho civilizador. Há de se notar que Ísis, além de esposa, era irmã de Osíris, ou seja: a ideia é que os dois, na verdade, eram duas faces distintas de uma mesma pessoa.
Osíris representa o aspecto de nossos conhecimentos prévios que hão de ser desfeitos, ao passo que Ísis representa a parte de nós que realiza a busca e a reconstrução. Note-se, também, que Osíris (o conhecimento), após ser reconstruído, não permanece existindo, mas apenas cumpre a função de gerar em Ísis um novo ser, filho da fusão entre as duas partes.
A mensagem, portanto, é: aquele que busca o conhecimento deverá morrer (perder a individualidade, desfazer-se), recolher suas partes através de um árduo e longo trabalho e, por fim, transformar-se em um novo ser, com uma missão cristã a cumprir.

## Religiões afro-brasileiras
Os ritos de passagem são inseridos em algumas das religiões afro-brasileiras, estando mais presentes no Culto de Ifá, Candomblé e Culto aos egunguns que, seguindo as tradições africanas, fazem o ritual do nascimento, ritual do nome quando uma criança é apresentada ao Orum e ao Tempo, ritual de iniciação ou feitura de santo, algumas fazem o ritual do casamento, o ritual fúnebre e o ritual do Axexê quando a pessoa iniciada morre.
A Umbanda e Quimbanda não incluem os ritos de passagem, nem feitura de santo propriamente dita, uma vez que não incorporam Orixás, usa-se o termo fazer a cabeça onde pode existir a catulagem e pintura, porém a cabeça não é raspada completamente, e não tem imposição do adoxú. A reclusão nesses casos é de 3 a 7 dias, feita a instrução esotérica, aprendizado das rezas e pontos riscados e cantados, e é feita a apresentação pública.

## Religião Celta
Um escritor muito conhecido dentre os Celtas irlandeses chamado Stewart Farrar escreveu (a quatro mãos com sua esposa Janet) em seu livro, Oito Sabás para Bruxas ("Eight sabbats for witches, and rites for birth, marriage, and death", London : R. Hale, 1981) que aprofunda um pouco mais sobre o assunto, a iniciação na crença ou a apresentação, como alguns preferem.
Quando uma criança nasce ela é apresentada aos Deuses por seus próprios pais, que pedem aos Deuses proteção divina, confirmando assim o amor e carinho que sentem pela criança. Ao longo do tempo que a criança for crescendo, ela será livre para escolher seu próprio caminho, mas seus pais, claro, mostram as coisas maravilhosas que o mundo traz à criança.
Temos os "patrocinadores", que são os adultos próximos à família que auxiliarão na criação desta criança. Lembrando também, é claro, que em um Coven é considerado um dever de todos a educar toda criança que está próxima dentro dos princípios da religião, respeitando o livre arbítrio da criança. Nem sempre os patrocinadores são Celtas, isso cabe aos pais da criança decidir o que será melhor para ela.
A cerimonia muitas vezes pode ser realizada com todos os presentes desnudos, mas essa é uma escolha dos pais das crianças,  o que não muda mesmo é o fato de a Grã-Sacerdotisa e o Grã-Sacerdote representarem a Lua e o Sol respectivamente.
Um amplo circulo é feito com flores e folhas verdes e um caldeirão de ferro é posto ao centro deste circulo preenchido com as mesmas flores e folhas selecionadas para fecharem o Grande Circulo. Trata-se de uma grande festa e portanto haverá muita comida e bebida para todos participantes do Rito e cada participante oferece presentes à criança. Os pais escolhem um nome secreto ao qual será entregue a criança este nome será como a família chamará a criança e caso esta decida trilhar um outro caminho, este nome poderá ser esquecido até que a criança queira usá-lo novamente.

## Outras religiões
A cerimonia de batismo é um exemplo de ritual praticado por cristãos ao longo da história, que simboliza a admissão na comunidade religiosa. A circuncisão, ou Brit Milá, acontece oito dias após o nascimento, sendo uma cerimônia de iniciação judaica.